# محرك تيار متردد

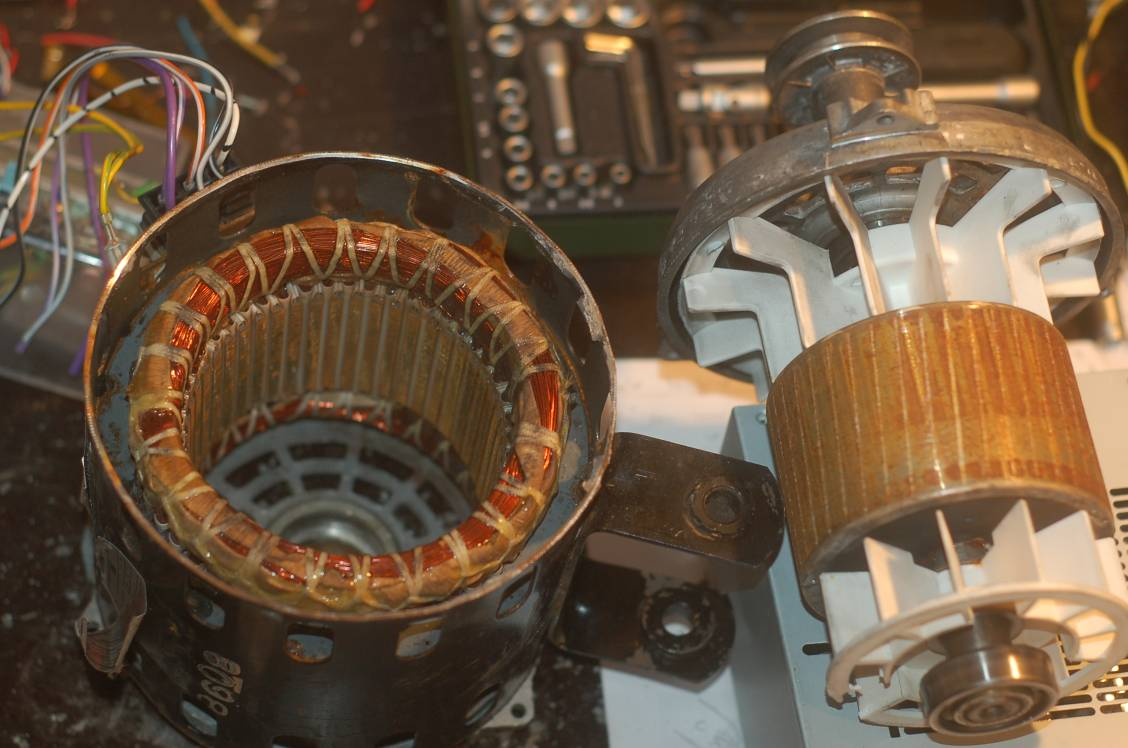
محرك حثي ذو قفص سنجابي.

محرك التيار المتردد هو محرك كهربي يحول الطاقة الكهربية القادمة من تيار متردد إلى طاقة حركية (ميكانيكية). أحيانا يسمى محرك حثي وهو يعمل عادة بتيار متردد أحادي الطور. كما ابتكرت محركات تعمل بواسطة تيار متردد ثلاثي الأطوار. ابتكر المحرك الحثي من العالم نيكولا تسلا.
تنقسم المحركات المتردد إلى قسمين أولاهما المحرك الحثي أو التحريضي ومخترعه هو نيكولا تسلا وهو أكثر المحركات الكهربية انتشارا على الإطلاق واختراعه شكل ما يعرف بالثورة الصناعية الثانية.
أما ثانيهما فهو المحرك المتزامن وفيه ينتقل مباشرة إلى دائرة الدوار.

## مبدأ العمل

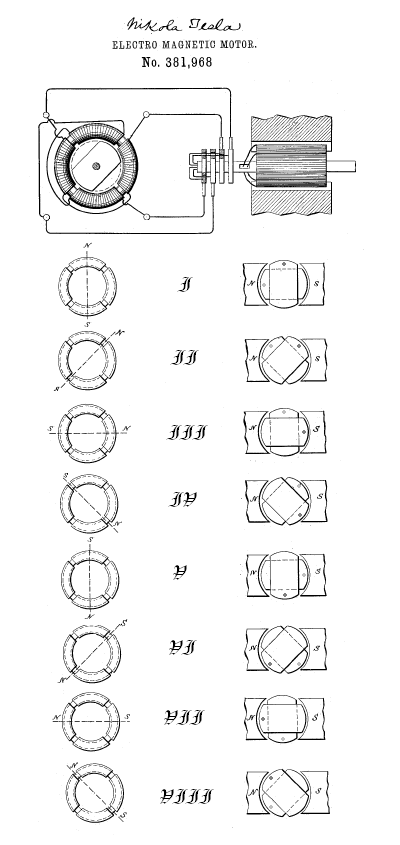
رسم حق الاختراع رقم 381968 الأمريكي, يوضح عمل محرك تيار متردد يعمل بطريقة تسلا.

يتركب محرك التيار المتردد بنفس طريقة تركيب محرك التيار المستمر من حيث أنه يتكون من عضو ساكن و عضو دوار. ويعمل محرك التيار المتردد بواسطة مجال مغناطيسي ناتج من التيار المار في ملفات دائرة الساكن، يقابله مجال مغناطيسي ناتج عن تيار مستحث في ملفات الدوار.
يعمل المحرك المتردد بمبدأ تحريض فرداي الذي ينص على أن مرور التيار المتردد ينتج مجال مغناطيسيا مترددا، وبالعكس ينشيء المجال المغناطيسي المتردد أيضا تيار كهربي متردد.
يسري التيار الكهربي في دائرة العضو الثابت فينشأ مجالا مغناطيسيا مترددا يغمر العضو الدوار. هذا المجال المغناطيسي المتردد ينتج تيارا كهربائيا في دائرة العضو الدوار بالحث. في نفس الوقت ينشيء التيار المستحث في دائرة الدوار مجالا مغناطيسيا تعمل على تدوير العضو الدوار.

## محرك تيار متردد ذو طور واحد
محرك التيار المتردد ذو الطور الواحد هو نوع من المحركات المبنية على طريقة عمل محرك تيار مستمر. هذا النوع من المحركات يستغل التيار العادي الموجود في المنازل (جهد 110 فولط أو 220 فولط) لتشغيل الآلات اليومية المعتادة، حيث أنه يتميز بسرعة دوران عالية وصغير الحجم. يستخدم هذا النوع من المحركات الكهربائية في تشغيل الغسالات الكهربائية و شفاطات الغبار وتشغيل المراوح الكهربائية ومجففات الشعر وغيرها من الأجهزة البسيطة التي تستخدم أيضا في المصانع اليدوية. بالإضافة إلى ذلك فهو ينتج في البدء عزما دورانيا قويا. يمكن تغيير سرعة دورانه بواسطة محول تردد. ويمكن أن يعمل بقدرة تصل إلى 3000 واط.

## محرك تيار متردد غير تزامني
لكي يدور محرك تيار متردد ذو طور واحد بطريقة غير تزامنية فهو يقوم بانتاج مجالا دوارا (هذا المجال الدوار يكون منزاحا طوريا عن المجال الرئيسي الناتج من التيار المتردد ). وتنتج هذا المزياح في الطور عن طريق مكثف، ويسمى هذا النوع من المحركات محرك مكثف. أو يمكن أيضا أن يعمل المحرك طبقا لعمل محرك قطب مشقوق.

### محرك مكثف
في محرك المكثف يوصل ملف العضو الثابت مباشرة بالمصدر الكهربائي المتردد، ويوصل في نفس الوقت فرع من التيار بمكثف على التوالي. فينشأ مجالا مغناطيسيا دوارا يعمل على إدارة العضو الدوار.

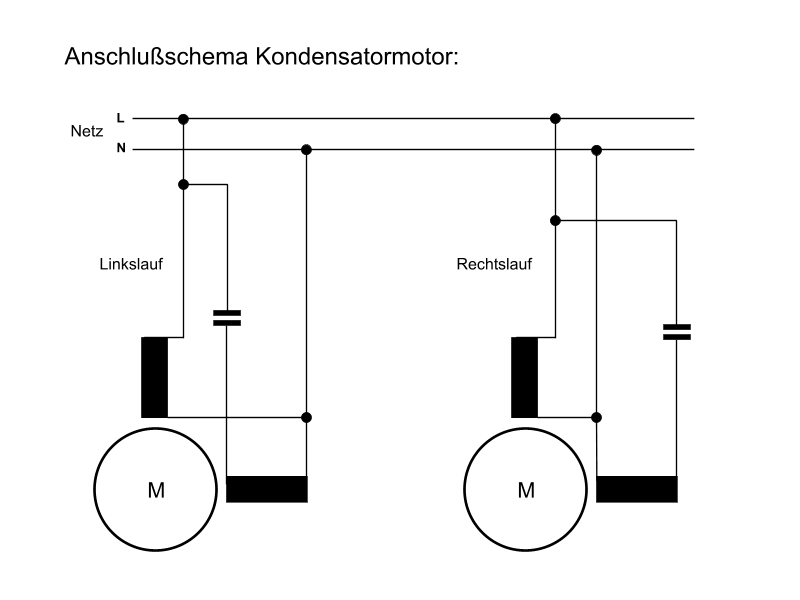
توصيلا ممكنة للمحرك والمكثف، ينشأ منها حقل مغناطيسي دوراني.

بالنسبة إلى المحرك ذو مكثف يوصل الملف الأساسي بمصدر الكهرباء (مثل مصدر الكهرباء في البيوت)، ويوصل ملف مساعد عن طريق مكثف على التوالي مع المصدر. ينشأ مجال مغناطيسي دوار بيضوي الشكل يعمل على دوران العضو الدوار، ولكنه لا يساعد على حركة منتظمة. وبالنسبة إلى قدرة عالية فيكون البدء عن طريق توصيل مكثف كهرلي (كبير) يقوم مفتاح مغناطيسي بمنع التيار عنه عند وصوله إلى سرعة الدوران المطلوبة.
كما يمكن تشغيل آلة تيار ثلاثي الأطوار بواسطة تيار متردد أحادي الطور وذلك عن طريق توصيلها بمكثفات (أنظر دارة شتاينمتز ).

### محرك قطب مشقوق

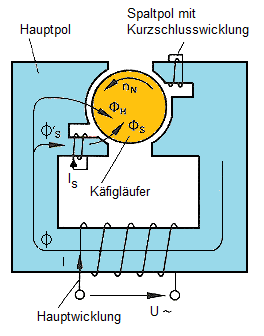
مبدأ عمل محرك القطب المشقوق.

في حالة محرك القطب المشقوق ينشأ المجال الدوار عن طريق تيارات دوامية مغناطيسية منزاحة الطور. هنا يكون قطبي العضو الثابت مشقوقين ويزودان بملفين كهربائيين من المصدر كل منهما عبارة عن لفة أو لفتين. بهذه الطريقة يتأخر طور المجال المغناطيسي المتكون بعض الشيء فيدور العضو الدوار.

## اقرأ أيضا
- محرك كهربائي
- محرك تيار مستمر
- محرك تيار ثلاثي الأطوار
- آلة كهربائية
- محرك جر
- ضاغط هواء متغير السرعة